# Ellipteroides (Progonomyia) ominosus
Ellipteroides (Progonomyia) ominosus is een tweevleugelige uit de familie steltmuggen (Limoniidae). De soort komt voor in het Neotropisch gebied.